# Dorytomus filirostris
Dorytomus filirostris är en skalbaggsart som först beskrevs av Leonard Gyllenhaal 1836.  Dorytomus filirostris ingår i släktet Dorytomus, och familjen vivlar. Arten är reproducerande i Sverige.